# 6 Hours of Monza 2023

Tor Autodromo Nazionale di Monza

6 Hours of Monza 2023 – długodystansowy wyścig samochodowy, który odbył się 9 lipca 2023 roku. Był on piątą rundą sezonu 2023 serii FIA World Endurance Championship.

## Uczestnicy
Lista startowa została opublikowana 25 maja i zawierała 37 zgłoszeń – 13 w klasie Hypercar, 11 w klasie LMP2 oraz 13 w klasie LMGTE Am. Był to pierwszy wyścig w klasie Hypercar dla zespołu Proton Competition, który wystawił auto z numerem 99. Kierowcami tej załogi byli Gianmaria Bruni, Neel Jani oraz Harry Tincknell. Jednocześnie zespół Proton Competition wycofał auto #88 startujące w klasie LMGTE Am. 28 czerwca przedstawiono skorygowaną listę startową zawierającą 36 zgłoszeń. Zgłoszenie #98 NorthWest AMR, które miało wystartować w klasie LMGTE Am, zostało wycofane z powodu konfliktu terminarzy z IMSA SportsCar Championship.
Ben Hanley zastąpił Filipe Albuquerque w #22 United Autosports a Giedo van der Garde był zastępcą Toma Blomqvista w #23 United Autosports. Albuquerque i Blomqvist nie wzięli udziału w tym wyścigu z powodu kalendarzy z IMSA SportsCar Championship. Mathias Beche zastąpił Mirko Bortolottiego w #63 Prema Racing. Bortolotti opuścił ten wyścig z powodu konfliktu kalendarzy z DTM. Tom Dillmann odszedł z załogi #4 Floyd Vanwall Racing Team po wyścigu Le Mans, a na jego miejsce został zatrudniony João Paulo de Oliveira. Nathanaël Berthon zastąpił Ryana Briscoe w składzie #708 Glickenhaus Racing. Kei Cozzolino pojechał w załodze #57 Kessel Racing w zastępstwie za Daniela Serrę. P.J. Hyett i Gunnar Jeannette zostali zastąpieni przez Efrina Castro i Guilherme de Oliveirę w składzie #56 Project 1 – AO.

## Harmonogram
| Dzień              | Godzina | Sesja                           | Długość  |
| ------------------ | ------- | ------------------------------- | -------- |
| Piątek, 7 lipca    | 11:30   | Pierwsza sesja treningowa       | 90 minut |
| Piątek, 7 lipca    | 16:40   | Druga sesja treningowa          | 90 minut |
| Sobota, 8 lipca    | 10:45   | Trzecia sesja treningowa        | 60 minut |
| Sobota, 8 lipca    | 14:40   | Sesja kwalifikacyjna – LMGTE Am | 15 minut |
| Sobota, 8 lipca    | 15:05   | Sesja kwalifikacyjna – LMP2     | 15 minut |
| Sobota, 8 lipca    | 15:30   | Sesja kwalifikacyjna – Hypercar | 15 minut |
| Niedziela, 9 lipca | 12:30   | Wyścig                          | 6 godzin |
| Źródło             |         |                                 |          |

## Sesje treningowe
| Klasa          | Zespół                    | Samochód            | Czas           | Okr.           |
| Sesja pierwsza | Sesja pierwsza            | Sesja pierwsza      | Sesja pierwsza | Sesja pierwsza |
| -------------- | ------------------------- | ------------------- | -------------- | -------------- |
| Hypercar       | #51 Ferrari AF Corse      | Ferrari 499P        | 1:37,533       | 35             |
| LMP2           | #41 Team WRT              | Oreca 07            | 1:40,356       | 43             |
| LMGTE Am       | #54 AF Corse              | Ferrari 488 GTE Evo | 1:47,538       | 38             |
| Sesja druga    |                           |                     |                |                |
| Hypercar       | #7 Toyota Gazoo Racing    | Toyota GR010 Hybrid | 1:36,363       | 45             |
| LMP2           | #41 Team WRT              | Oreca 07            | 1:39,955       | 45             |
| LMGTE Am       | #60 Iron Lynx             | Porsche 911 RSR-19  | 1:46,973       | 40             |
| Sesja trzecia  |                           |                     |                |                |
| Hypercar       | #93 Peugeot TotalEnergies | Peugeot 9X8         | 1:35,878       | 10             |
| LMP2           | #28 JOTA                  | Oreca 07            | 1:39,621       | 29             |
| LMGTE Am       | #56 Project 1 – AO        | Porsche 911 RSR-19  | 1:46,762       | 29             |

## Kwalifikacje
Pole position w każdej kategorii oznaczone jest pogrubieniem.
| Poz.   | Klasa    | Zespół                        | Kierowca            | Czas     | Strata  | Poz. s. |
| ------ | -------- | ----------------------------- | ------------------- | -------- | ------- | ------- |
| 1      | Hypercar | #7 Toyota Gazoo Racing        | Kamui Kobayashi     | 1:35,358 | —       | 1       |
| 2      | Hypercar | #50 Ferrari AF Corse          | Antonio Fuoco       | 1:35,375 | +0,017  | 2       |
| 3      | Hypercar | #8 Toyota Gazoo Racing        | Brendon Hartley     | 1:35,460 | +0,102  | 3       |
| 4      | Hypercar | #93 Peugeot TotalEnergies     | Jean-Éric Vergne    | 1:35,662 | +0,304  | 4       |
| 5      | Hypercar | #2 Cadillac Racing            | Alex Lynn           | 1:35,720 | +0,362  | 5       |
| 6      | Hypercar | #51 Ferrari AF Corse          | Antonio Giovinazzi  | 1:35,771 | +0,413  | 6       |
| 7      | Hypercar | #94 Peugeot TotalEnergies     | Gustavo Menezes     | 1:35,780 | +0,422  | 7       |
| 8      | Hypercar | #5 Porsche Penske Motorsport  | Frédéric Makowiecki | 1:35,973 | +0,615  | 8       |
| 9      | Hypercar | #38 Hertz Team JOTA           | Yifei Ye            | 1:36,188 | +0,830  | 9       |
| 10     | Hypercar | #6 Porsche Penske Motorsport  | Kévin Estre         | 1:36,497 | +1,139  | 10      |
| 11     | Hypercar | #708 Glickenhaus Racing       | Olivier Pla         | 1:36,614 | +1,256  | 11      |
| 12     | Hypercar | #99 Proton Competition        | Harry Tincknell     | 1:36,668 | +1,310  | 12      |
| 13     | Hypercar | #4 Floyd Vanwall Racing Team  | Esteban Guerrieri   | 1:38,089 | +2,731  | 13      |
| 14     | LMP2     | #41 Team WRT                  | Robert Kubica       | 1:39,354 | +3,996  | 14      |
| 15     | LMP2     | #28 JOTA                      | Pietro Fittipaldi   | 1:39,707 | +4,349  | 15      |
| 16     | LMP2     | #22 United Autosports         | Philip Hanson       | 1:39,790 | +4,432  | 16      |
| 17     | LMP2     | #10 Vector Sport              | Gabriel Aubry       | 1:39,887 | +4,529  | 17      |
| 18     | LMP2     | #34 Inter Europol Competition | Albert Costa        | 1:39,894 | +4,536  | 18      |
| 19     | LMP2     | #31 Team WRT                  | Ferdinand Habsburg  | 1:39,957 | +4,599  | 19      |
| 20     | LMP2     | #63 Prema Racing              | Doriane Pin         | 1:39,976 | +4,618  | 20      |
| 21     | LMP2     | #35 Alpine Elf Team           | Olli Caldwell       | 1:40,061 | +4,703  | 21      |
| 22     | LMP2     | #36 Alpine Elf Team           | Charles Milesi      | 1:40,214 | +4,856  | 22      |
| 23     | LMP2     | #9 Prema Racing               | Andrea Caldarelli   | 1:40,340 | +4,982  | 23      |
| 24     | LMP2     | #23 United Autosports         | Giedo van der Garde | 1:40,379 | +5,021  | 24      |
| 25     | LMGTE Am | #85 Iron Dames                | Sarah Bovy          | 1:47,632 | +12,274 | 25      |
| 26     | LMGTE Am | #25 ORT by TF                 | Ahmad Al Harthy     | 1:48,058 | +12,700 | 26      |
| 27     | LMGTE Am | #77 Dempsey – Proton Racing   | Christian Ried      | 1:48,116 | +12,758 | 27      |
| 28     | LMGTE Am | #83 Richard Mille AF Corse    | Luis Perez Companc  | 1:48,221 | +12,863 | 28      |
| 29     | LMGTE Am | #86 GR Racing                 | Michael Wainwright  | 1:48,464 | +13,106 | 29      |
| 30     | LMGTE Am | #33 Corvette Racing           | Ben Keating         | 1:48,519 | +13,161 | 30      |
| 31     | LMGTE Am | #54 AF Corse                  | Thomas Flohr        | 1:48,599 | +13,241 | 31      |
| 32     | LMGTE Am | #21 AF Corse                  | Julien Piguet       | 1:48,713 | +13,355 | 32      |
| 33     | LMGTE Am | #57 Kessel Racing             | Takeshi Kimura      | 1:48,962 | +13,604 | 33      |
| 34     | LMGTE Am | #56 Project 1 – AO            | Efrin Castro        | 1:49,232 | +13,874 | 34      |
| 35     | LMGTE Am | #777 D'Station Racing         | Satoshi Hoshino     | 1:49,509 | +14,151 | 35      |
| 36     | LMGTE Am | #60 Iron Lynx                 | Claudio Schiavoni   | 1:49,883 | +14,525 | 36      |
| Źródła |          |                               |                     |          |         |         |

## Wyścig

### Wyniki
Minimum do bycia sklasyfikowanym (70 procent dystansu pokonanego przez zwycięzców wyścigu) wyniosło 140 okrążeń. Zwycięzcy klas są oznaczeni pogrubieniem.
| Poz.              | Klasa    | Zespół                        | Kierowcy                                                    | Samochód                 | Opony | Okr. | Czas/Strata  |
| ----------------- | -------- | ----------------------------- | ----------------------------------------------------------- | ------------------------ | ----- | ---- | ------------ |
| 1                 | Hypercar | #7 Toyota Gazoo Racing        | Mike Conway Kamui Kobayashi José María López                | Toyota GR010 Hybrid      | M     | 200  | 6:00:31,922  |
| 2                 | Hypercar | #50 Ferrari AF Corse          | Antonio Fuoco Miguel Molina Nicklas Nielsen                 | Ferrari 499P             | M     | 200  | +16,520      |
| 3                 | Hypercar | #93 Peugeot TotalEnergies     | Paul di Resta Mikkel Jensen Jean-Éric Vergne                | Peugeot 9X8              | M     | 200  | +1:18,179    |
| 4                 | Hypercar | #5 Porsche Penske Motorsport  | Dane Cameron Michael Christensen Frédéric Makowiecki        | Porsche 963              | M     | 199  | +1 okrążenie |
| 5                 | Hypercar | #51 Ferrari AF Corse          | Alessandro Pier Guidi James Calado Antonio Giovinazzi       | Ferrari 499P             | M     | 199  | +1 okrążenie |
| 6                 | Hypercar | #8 Toyota Gazoo Racing        | Sébastien Buemi Brendon Hartley Ryō Hirakawa                | Toyota GR010 Hybrid      | M     | 199  | +1 okrążenie |
| 7                 | Hypercar | #6 Porsche Penske Motorsport  | Kévin Estre André Lotterer Laurens Vanthoor                 | Porsche 963              | M     | 199  | +1 okrążenie |
| 8                 | Hypercar | #708 Glickenhaus Racing       | Romain Dumas Olivier Pla Nathanaël Berthon                  | Glickenhaus 007 LMH      | M     | 199  | +1 okrążenie |
| 9                 | Hypercar | #38 Hertz Team JOTA           | António Félix da Costa William Stevens Yifei Ye             | Porsche 963              | M     | 198  | +2 okrążenia |
| 10                | Hypercar | #2 Cadillac Racing            | Earl Bamber Alex Lynn Richard Westbrook                     | Cadillac V-Series.R      | M     | 198  | +2 okrążenia |
| 11                | LMP2     | #28 JOTA                      | David Heinemeier-Hansson Pietro Fittipaldi Oliver Rasmussen | Oreca 07                 | G     | 193  | +7 okrążeń   |
| 12                | LMP2     | #36 Alpine Elf Team           | Matthieu Vaxivière Julien Canal Charles Milesi              | Oreca 07                 | G     | 192  | +8 okrążeń   |
| 13                | LMP2     | #41 Team WRT                  | Rui Andrade Robert Kubica Louis Delétraz                    | Oreca 07                 | G     | 192  | +8 okrążeń   |
| 14                | LMP2     | #23 United Autosports         | Josh Pierson Giedo van der Garde Oliver Jarvis              | Oreca 07                 | G     | 192  | +8 okrążeń   |
| 15                | LMP2     | #34 Inter Europol Competition | Jakub Śmiechowski Fabio Scherer Albert Costa                | Oreca 07                 | G     | 192  | +8 okrążeń   |
| 16                | LMP2     | #22 United Autosports         | Frederick Lubin Philip Hanson Ben Hanley                    | Oreca 07                 | G     | 192  | +8 okrążeń   |
| 17                | LMP2     | #63 Prema Racing              | Doriane Pin Mathias Beche Daniił Kwiat                      | Oreca 07                 | G     | 192  | +8 okrążeń   |
| 18                | LMP2     | #35 Alpine Elf Team           | André Negrão Memo Rojas Olli Caldwell                       | Oreca 07                 | G     | 192  | +8 okrążeń   |
| 19                | Hypercar | #94 Peugeot TotalEnergies     | Loïc Duval Gustavo Menezes Nico Müller                      | Peugeot 9X8              | M     | 191  | +9 okrążeń   |
| 20                | Hypercar | #4 Floyd Vanwall Racing Team  | Esteban Guerrieri Tristan Vautier João Paulo de Oliveira    | Vanwall Vandervell 680   | M     | 191  | +9 okrążeń   |
| 21                | LMP2     | #9 Prema Racing               | Filip Ugran Bent Viscaal Andrea Caldarelli                  | Oreca 07                 | G     | 191  | +9 okrążeń   |
| 22                | LMGTE Am | #77 Dempsey – Proton Racing   | Christian Ried Mikkel Pedersen Julien Andlauer              | Porsche 911 RSR-19       | M     | 185  | +15 okrążeń  |
| 23                | LMGTE Am | #60 Iron Lynx                 | Claudio Schiavoni Matteo Cressoni Alessio Picariello        | Porsche 911 RSR-19       | M     | 185  | +15 okrążeń  |
| 24                | LMGTE Am | #86 GR Racing                 | Michael Wainwright Riccardo Pera Benjamin Barker            | Porsche 911 RSR-19       | M     | 184  | +16 okrążeń  |
| 25                | LMGTE Am | #33 Corvette Racing           | Ben Keating Nicolás Varrone Nicky Catsburg                  | Chevrolet Corvette C8.R  | M     | 184  | +16 okrążeń  |
| 26                | LMGTE Am | #85 Iron Dames                | Sarah Bovy Michelle Gatting Rahel Frey                      | Porsche 911 RSR-19       | M     | 184  | +16 okrążeń  |
| 27                | LMGTE Am | #83 Richard Mille AF Corse    | Luis Perez Companc Lilou Wadoux Alessio Rovera              | Ferrari 488 GTE Evo      | M     | 183  | +17 okrążeń  |
| 28                | LMGTE Am | #25 ORT by TF                 | Ahmad Al Harthy Michael Dinan Charlie Eastwood              | Aston Martin Vantage AMR | M     | 183  | +17 okrążeń  |
| 29                | LMGTE Am | #56 Project 1 – AO            | Efrin Castro Guilherme de Oliveira Matteo Cairoli           | Porsche 911 RSR-19       | M     | 183  | +17 okrążeń  |
| 30                | LMGTE Am | #21 AF Corse                  | Julien Piguet Simon Mann Ulysse de Pauw                     | Ferrari 488 GTE Evo      | M     | 182  | +18 okrążeń  |
| 31                | LMGTE Am | #54 AF Corse                  | Thomas Flohr Francesco Castellacci Davide Rigon             | Ferrari 488 GTE Evo      | M     | 180  | +20 okrążeń  |
| Niesklasyfikowani |          |                               |                                                             |                          |       |      |              |
|                   | LMP2     | #31 Team WRT                  | Sean Gelael Ferdinand Habsburg Robin Frijns                 | Oreca 07                 | G     | 179  |              |
| Nie ukończyli     |          |                               |                                                             |                          |       |      |              |
|                   | Hypercar | #99 Proton Competition        | Gianmaria Bruni Harry Tincknell Neel Jani                   | Porsche 963              | M     | 134  |              |
|                   | LMGTE Am | #57 Kessel Racing             | Takeshi Kimura Scott Huffaker Kei Cozzolino                 | Ferrari 488 GTE Evo      | M     | 70   |              |
|                   | LMP2     | #10 Vector Sport              | Ryan Cullen Matthias Kaiser Gabriel Aubry                   | Oreca 07                 | G     | 66   |              |
|                   | LMGTE Am | #777 D'Station Racing         | Satoshi Hoshino Casper Stevenson Tomonobu Fujii             | Aston Martin Vantage AMR | M     | 7    |              |

1. ↑  Załoga #51 Ferrari AF Corse otrzymała karę przejazdu przez aleję serwisową za wyprzedzanie poza torem. Kara została zamieniona na doliczenie 40 sekund do czasu, w którym załoga pokonała wyścig[16][15].
2. ↑  Załoga #8 Toyota Gazoo Racing otrzymała karę doliczenia 50 sekund do czasu, w którym pokonała wyścig, za przekroczenie limitu mocy wyznaczonego przez przepisy techniczne i Balance of Performance. Auto przekroczyło ten limit na 190. okrążeniu co było drugim takim przypadkiem w tym wyścigu[18].
3. ↑  Załoga #56 Project 1 – AO otrzymała karę stop & go za przekraczanie limitów toru. Kara została zmieniona na doliczenie 45 sekund do czasu, w którym załoga pokonała wyścig[17][15].

### Statystyki

#### Najszybsze okrążenie
| Klasa    | Kierowca        | Zespół                 | Czas     | Okr. |
| -------- | --------------- | ---------------------- | -------- | ---- |
| Hypercar | Kamui Kobayashi | #7 Toyota Gazoo Racing | 1:36,696 | 180  |
| LMP2     | Charles Milesi  | #36 Alpine Elf Team    | 1:40,683 | 145  |
| LMGTE Am | Matteo Cairoli  | #56 Project 1 – AO     | 1:46,863 | 174  |
| Źródło   |                 |                        |          |      |